# Eintracht Frankfurt 1982-1983
Questa voce raccoglie le informazioni riguardanti l'Eintracht Frankfurt nelle competizioni ufficiali della stagione 1982-1983.

## Stagione
Nella stagione 1982-1983 l'Eintracht Francoforte, allenato da Helmut Senekowitsch e Branko Zebec, concluse il campionato di Bundesliga al 10º posto. In Coppa di Germania l'Eintracht Francoforte fu eliminato al primo turno dal Waldhof Mannheim.

## Rosa
| N. |                     | Ruolo | Calciatore        |
| -- | ------------------- | ----- | ----------------- |
|    | Germania (bandiera) | P     | Joachim Jüriens   |
|    | Germania (bandiera) | P     | Jürgen Pahl       |
|    | Germania (bandiera) | D     | Thomas Berthold   |
|    | Germania (bandiera) | D     | Heiko Ernst       |
|    | Germania (bandiera) | D     | Mike Kahlhofen    |
|    | Germania (bandiera) | D     | Charly Körbel     |
|    | Germania (bandiera) | D     | Willi Neuberger   |
|    | Austria (bandiera)  | D     | Bruno Pezzey      |
|    | Germania (bandiera) | D     | Michael Sziedat   |
|    | Germania (bandiera) | C     | Ralf Falkenmayer  |
|    | Germania (bandiera) | C     | Thomas Kroth      |
|    | Germania (bandiera) | C     | Stefan Lottermann |

| N. |                          | Ruolo | Calciatore     |
| -- | ------------------------ | ----- | -------------- |
|    | Germania (bandiera)      | C     | Bernd Nickel   |
|    | Germania (bandiera)      | C     | Uwe Schreml    |
|    | Germania (bandiera)      | C     | Ralf Sievers   |
|    | Germania (bandiera)      | C     | Martin Trieb   |
|    | Germania (bandiera)      | A     | Holger Anthes  |
|    | Germania (bandiera)      | A     | Ronny Borchers |
|    | Corea del Sud (bandiera) | A     | Cha Bum-kun    |
|    | Germania (bandiera)      | A     | Helmut Gulich  |
|    | Germania (bandiera)      | A     | Josef Kaczor   |
|    | Germania (bandiera)      | A     | Harald Karger  |
|    | Germania (bandiera)      | A     | Michael Künast |
|    | Germania (bandiera)      | A     | Uwe Müller     |

## Organigramma societario
Area tecnica
- Allenatore: Branko Zebec
- Allenatore in seconda: Dieter Stinka
- Preparatore dei portieri:
- Preparatori atletici:

## Calciomercato

### Sessione estiva
| Acquisti | Acquisti     | Acquisti    | Acquisti |
| R.       | Nome         | da          | Modalità |
| -------- | ------------ | ----------- | -------- |
| C        | Thomas Kroth | Colonia     |          |
| A        | Josef Kaczor | Feyenoord   |          |
| C        | Uwe Schreml  | Monaco 1860 |          |
| C        | Martin Trieb | Augusta     |          |

| Cessioni | Cessioni          | Cessioni        | Cessioni |
| R.       | Nome              | a               | Modalità |
| -------- | ----------------- | --------------- | -------- |
| C        | Werner Lorant     | Schalke 04      |          |
| A        | Joachim Löw       | Friburgo        |          |
| D        | Helmut Müller     | BSV Weißenthurm |          |
| C        | Norbert Nachtweih | Bayern Monaco   |          |
| A        | Norbert Otto      | Magonza         |          |

### Sessione invernale
| Acquisti | Acquisti | Acquisti | Acquisti |
| R.       | Nome     | da       | Modalità |
| -------- | -------- | -------- | -------- |

| Cessioni | Cessioni    | Cessioni        | Cessioni |
| R.       | Nome        | a               | Modalità |
| -------- | ----------- | --------------- | -------- |
| C        | Armin Görtz | FSV Francoforte |          |

## Risultati

### Bundesliga

#### Girone di andata
| Arbitro: | Eschweiler |

|          |           |  |
| Groß 31’ | Marcatori |  |

| Arbitro: | Heitmann |

|                                         |           |  |
| Künast 19’, 48’ Pezzey 63’ Cha 74’, 82’ | Marcatori |  |

| Arbitro: | Föckler |

|                             |           |         |
| Grillemeier 24’ Wohlers 67’ | Marcatori | 62’ Cha |

| Arbitro: | Ahlenfelder |

|  |           |           |
|  | Marcatori | 84’ Keute |

| Arbitro: | Osmers |

|  |           |           |
|  | Marcatori | 49’ Pater |

| Arbitro: | Stäglich |

|                                           |           |  |
| Hoeneß 28’, 39’ Augenthaler 46’ Mathy 90’ | Marcatori |  |

| Arbitro: | Risse |

|         |           |             |
| Cha 30’ | Marcatori | 81’ Bastrup |

| Arbitro: | Dellwing |

|                                     |           |            |
| Hannes 51’ (rig.) Mill 54’ Rahn 72’ | Marcatori | 18’ Pezzey |

| Arbitro: | Wippker |

|                                       |           |  |
| Körbel 20’ (rig.), 74’ (rig.) Cha 51’ | Marcatori |  |

| Arbitro: | Retzmann |

|          |           |  |
| Mohr 58’ | Marcatori |  |

| Arbitro: | Redelfs |

|                         |           |  |
| Nickel 23’, 27’ Cha 79’ | Marcatori |  |

| Arbitro: | Umbach |

|                                    |           |  |
| Allofs 33’ Briegel 71’ Nilsson 75’ | Marcatori |  |

| Arbitro: | Hontheim |

|                         |           |              |
| Cha 78’, 90’ Müller 85’ | Marcatori | 52’ Răducanu |

| Arbitro: | Horeis |

|                                  |           |                        |
| Abel 12’, 30’ (rig.) Drexler 45’ | Marcatori | 1’ Borchers 15’ Körbel |

| Arbitro: | Neuner |

|                                |           |  |
| Nickel 5’ Pezzey 45’ Kroth 77’ | Marcatori |  |

| Arbitro: | Stäglich |

|                                     |           |  |
| Pahl 3’ (aut.) Völler 32’ Sidka 79’ | Marcatori |  |

| Arbitro: | Roth |

|                       |           |                 |
| Körbel 57’ Müller 84’ | Marcatori | 38’, 71’ Wenzel |

#### Girone di ritorno
| Arbitro: | Uhlig |

|                    |           |  |
| Pezzey 25’ Cha 36’ | Marcatori |  |

| Arbitro: | Osmers |

|            |           |         |
| Økland 32’ | Marcatori | 39’ Cha |

| Arbitro: | Theobald |

|                       |           |           |
| Körbel 63’ Müller 64’ | Marcatori | 48’ Geils |

| Arbitro: | Niebergall |

|          |           |  |
| Worm 45’ | Marcatori |  |

| Arbitro: | Umbach |

|                     |           |                               |
| Schreier 10’ (rig.) | Marcatori | 21’ Sziedat 67’ (rig.) Körbel |

| Arbitro: | Assenmacher |

|            |           |  |
| Nickel 21’ | Marcatori |  |

| Arbitro: | Gabor |

|                               |           |  |
| Milewski 5’, 90’ Hrubesch 45’ | Marcatori |  |

| Arbitro: | Walz |

|                         |           |  |
| Cha 20’, 90’ Nickel 38’ | Marcatori |  |

| Arbitro: | Heitmann |

|                                    |           |           |
| Kempe 6’ Ohlicher 40’, 62’ Six 76’ | Marcatori | 32’ Trieb |

| Arbitro: | Röthlisberger |

|                         |           |         |
| Cha 10’, 83’ Nickel 33’ | Marcatori | 5’ Blau |

| Arbitro: | Retzmann |

|                                  |           |                       |
| Littbarski 5’ (rig.) Fischer 53’ | Marcatori | 16’ Sziedat 59’ Kroth |

| Arbitro: | Pauly |

|                       |           |                        |
| Pezzey 6’ Schreml 13’ | Marcatori | 9’ Nilsson 45’ Briegel |

| Arbitro: | Roth |

|                                  |           |         |
| Abramczik 7’, 59’, 84’ Klotz 58’ | Marcatori | 62’ Cha |

| Arbitro: | Föckler |

|                                 |           |                       |
| Pezzey 52’ Kaczor 60’ Kroth 71’ | Marcatori | 41’ Opitz 90’ Tüfekçi |

| Arbitro: | Uhlig |

|                                              |           |  |
| Heidenreich 29’ Weyerich 85’ (rig.) Heck 89’ | Marcatori |  |

| Arbitro: | Stäglich |

|  |           |              |
|  | Marcatori | 30’ Reinders |

| Arbitro: | Föckler |

|                                          |           |              |
| Eðvaldsson 3’, 10’, 36’, 54’, 82’ (rig.) | Marcatori | 45’ Berthold |

### Coppa di Germania
| Arbitro: | Schmidhuber |

|                             |           |  |
| Pezzey 34’ (aut.) Schön 84’ | Marcatori |  |

## Statistiche

### Statistiche di squadra
| Competizione      | Punti | In casa | In casa | In casa | In casa | In casa | In casa | In trasferta | In trasferta | In trasferta | In trasferta | In trasferta | In trasferta | Totale | Totale | Totale | Totale | Totale | Totale | DR  |
| Competizione      | Punti | G       | V       | N       | P       | Gf      | Gs      | G            | V            | N            | P            | Gf           | Gs           | G      | V      | N      | P      | Gf     | Gs     | DR  |
| ----------------- | ----- | ------- | ------- | ------- | ------- | ------- | ------- | ------------ | ------------ | ------------ | ------------ | ------------ | ------------ | ------ | ------ | ------ | ------ | ------ | ------ | --- |
| Bundesliga        | 29    | 17      | 11      | 3       | 3       | 36      | 13      | 17           | 1            | 2            | 14           | 12           | 44           | 34     | 12     | 5      | 17     | 48     | 57     | -9  |
| Coppa di Germania | -     | 0       | 0       | 0       | 0       | 0       | 0       | 1            | 0            | 0            | 1            | 0            | 2            | 1      | 0      | 0      | 1      | 0      | 2      | -2  |
| Totale            | 29    | 17      | 11      | 3       | 3       | 36      | 13      | 18           | 1            | 2            | 15           | 12           | 46           | 35     | 12     | 5      | 18     | 48     | 59     | -11 |

### Andamento in campionato
| Giornata  | 1  | 2 | 3  | 4  | 5  | 6  | 7  | 8  | 9  | 10 | 11 | 12 | 13 | 14 | 15 | 16 | 17 | 18 | 19 | 20 | 21 | 22 | 23 | 24 | 25 | 26 | 27 | 28 | 29 | 30 | 31 | 32 | 33 | 34 |
| --------- | -- | - | -- | -- | -- | -- | -- | -- | -- | -- | -- | -- | -- | -- | -- | -- | -- | -- | -- | -- | -- | -- | -- | -- | -- | -- | -- | -- | -- | -- | -- | -- | -- | -- |
| Luogo     | T  | C | T  | C  | C  | T  | C  | T  | C  | T  | C  | T  | C  | T  | C  | T  | C  | C  | T  | C  | T  | T  | C  | T  | C  | T  | C  | T  | C  | T  | C  | T  | C  | T  |
| Risultato | P  | V | P  | P  | P  | P  | N  | P  | V  | P  | V  | P  | V  | P  | V  | P  | N  | V  | N  | V  | P  | V  | V  | P  | V  | P  | V  | N  | N  | P  | V  | P  | P  | P  |
| Posizione | 14 | 8 | 10 | 13 | 17 | 17 | 17 | 17 | 15 | 15 | 15 | 17 | 13 | 15 | 13 | 15 | 14 | 12 | 12 | 12 | 12 | 10 | 8  | 8  | 8  | 9  | 8  | 8  | 8  | 8  | 8  | 8  | 9  | 10 |

Legenda:

Luogo: C = Casa; T = Trasferta. Risultato: V = Vittoria; N = Pareggio; P = Sconfitta.

### Statistiche dei giocatori
| Giocatore      | Bundesliga | Bundesliga | Bundesliga  | Bundesliga | Coppa di Germania | Coppa di Germania | Coppa di Germania | Coppa di Germania | Totale   | Totale | Totale      | Totale     |
| Giocatore      | Presenze   | Reti       | Ammonizioni | Espulsioni | Presenze          | Reti              | Ammonizioni       | Espulsioni        | Presenze | Reti   | Ammonizioni | Espulsioni |
| -------------- | ---------- | ---------- | ----------- | ---------- | ----------------- | ----------------- | ----------------- | ----------------- | -------- | ------ | ----------- | ---------- |
| H. Anthes      | 0          | 0          | 0           | 0          | 0                 | 0                 | 0                 | 0                 | 0        | 0      | 0           | 0          |
| T. Berthold    | 7          | 1          | 0           | 0          | 0                 | 0                 | 0                 | 0                 | 7        | 1      | 0           | 0          |
| R. Borchers    | 15         | 1          | 0           | 0          | 0                 | 0                 | 0                 | 0                 | 15       | 1      | 0           | 0          |
| B. Cha         | 33         | 15         | 0           | 0          | 1                 | 0                 | 0                 | 0                 | 34       | 15     | 0           | 0          |
| H. Ernst       | 0          | 0          | 0           | 0          | 0                 | 0                 | 0                 | 0                 | 0        | 0      | 0           | 0          |
| R. Falkenmayer | 32         | 0          | 1           | 0          | 1                 | 0                 | 1                 | 0                 | 33       | 0      | 2           | 0          |
| H. Gulich      | 15         | 0          | 0           | 0          | 1                 | 0                 | 1                 | 0                 | 16       | 0      | 1           | 0          |
| A. Görtz       | 1          | 0          | 0           | 0          | 0                 | 0                 | 0                 | 0                 | 1        | 0      | 0           | 0          |
| J. Jüriens     | 16         | 0          | 1           | 0          | 1                 | 0                 | 0                 | 0                 | 17       | 0      | 1           | 0          |
| J. Kaczor      | 15         | 1          | 1           | 0          | 0                 | 0                 | 0                 | 0                 | 15       | 1      | 1           | 0          |
| M. Kahlhofen   | 2          | 0          | 1           | 0          | 0                 | 0                 | 0                 | 0                 | 2        | 0      | 1           | 0          |
| H. Karger      | 1          | 0          | 0           | 0          | 0                 | 0                 | 0                 | 0                 | 1        | 0      | 0           | 0          |
| T. Kroth       | 21         | 3          | 2           | 0          | 0                 | 0                 | 0                 | 0                 | 21       | 3      | 2           | 0          |
| C. Körbel      | 33         | 6          | 2           | 0          | 1                 | 0                 | 0                 | 0                 | 34       | 6      | 2           | 0          |
| M. Künast      | 8          | 2          | 0           | 0          | 1                 | 0                 | 0                 | 0                 | 9        | 2      | 0           | 0          |
| W. Lorant      | 13         | 0          | 3           | 0          | 1                 | 0                 | 0                 | 0                 | 14       | 0      | 3           | 0          |
| S. Lottermann  | 13         | 0          | 0           | 0          | 1                 | 0                 | 0                 | 0                 | 14       | 0      | 0           | 0          |
| U. Müller      | 16         | 3          | 0           | 0          | 0                 | 0                 | 0                 | 0                 | 16       | 3      | 0           | 0          |
| W. Neuberger   | 14         | 0          | 1           | 0          | 1                 | 0                 | 0                 | 0                 | 15       | 0      | 1           | 0          |
| B. Nickel      | 31         | 6          | 1           | 0          | 1                 | 0                 | 0                 | 0                 | 32       | 6      | 1           | 0          |
| J. Pahl        | 19         | 0          | 1           | 0          | 0                 | 0                 | 0                 | 0                 | 19       | 0      | 1           | 0          |
| B. Pezzey      | 34         | 6          | 1           | 0          | 1                 | 0                 | 0                 | 0                 | 35       | 6      | 1           | 0          |
| U. Schreml     | 29         | 1          | 3           | 0          | 1                 | 0                 | 1                 | 0                 | 30       | 1      | 4           | 0          |
| R. Sievers     | 7          | 0          | 1           | 0          | 0                 | 0                 | 0                 | 0                 | 7        | 0      | 1           | 0          |
| M. Sziedat     | 26         | 2          | 4           | 0          | 1                 | 0                 | 0                 | 0                 | 27       | 2      | 4           | 0          |
| M. Trieb       | 20         | 1          | 0           | 0          | 0                 | 0                 | 0                 | 0                 | 20       | 1      | 0           | 0          |